# Seksta
Seksta – interwał prosty zawarty między sześcioma kolejnymi stopniami skali muzycznej. W szeregu zasadniczym naturalnie występują seksta wielka i seksta mała. Zastosowanie znaków chromatycznych pozwala zmienić jej rozmiar.

## Rodzaje
| Nazwa                                               | Opis | Przykład      |
| --------------------------------------------------- | --- | ------------- |
| Seksta mała Posłuchaj: melodycznieⓘ harmonicznieⓘ   | Seksta o rozmiarze ośmiu półtonów. Występuje naturalnie w szeregu zasadniczym (e-c¹, a-f¹, h-g¹). Jest konsonansem niedoskonałym. W przewrocie otrzymuje się tercję wielką. Oznaczenie: 6>.     | Seksta mała   |
| Seksta wielka Posłuchaj: melodycznieⓘ harmonicznieⓘ | Seksta o rozmiarze dziewięciu półtonów. Występuje naturalnie w szeregu zasadniczym (F-d, G-e, c-a, d-h). Jest konsonansem niedoskonałym. W przewrocie otrzymuje się tercję małą. Oznaczenie: 6. | Seksta wielka |

### Interwały pochodne
| [1] 6>>>>>      |
| --------------- |
| [2] 4           |
| [3] 3<<<<       |
| [4] 3           |
| [5] Hisis-geses |

| [1] 6>>>>     |
| ------------- |
| [2] 5         |
| [3] 3<<<      |
| [4] 4         |
| [5] His-geses |

| [1] 6>>>       |
| -------------- |
| [2] 6          |
| [3] 3<<        |
| [4] [B] tryton |
| [5] H-geses    |

| [1] 6>>   |
| --------- |
| [2] 7     |
| [3] 3<    |
| [4] 5     |
| [5] H-ges |

| [1] 6<    |
| --------- |
| [2] 10    |
| [3] 3>>   |
| [4] [C] 7 |
| [5] c-ais |

| [1] 6<<     |
| ----------- |
| [2] 11      |
| [3] 3>>>    |
| [4] [C] 7<  |
| [5] c-aisis |

| [1] 6<<<      |
| ------------- |
| [2] 12        |
| [3] 3>>>>     |
| [4] 8         |
| [5] ces-aisis |

| [1] 6<<<<       |
| --------------- |
| [2] 13          |
| [3] 3>>>>>      |
| [4] 9>          |
| [5] ceses-aisis |

Objaśnienia do tabeli:

[1] – oznaczenie interwału

[2] – rozmiar interwału w półtonach

[3] – przewrót interwału

[4] – najprostszy interwał o takim samym brzmieniu

[5] – przykład

[B] – tryton to (sprowadzając do najprostszego interwału) kwarta zwiększona lub kwinta zmniejszona

[C] – należy pamiętać, że septymę małą oznacza się jako 7, a wielką jako 7<

## Inne
W harmonii średniowiecznej seksta (i jej przewrót - tercja) zaliczana była do dysonansów. Teoretycy XIII-wieczni zaczęli zaliczać sekstę i tercję do konsonansów, ale w odróżnieniu  od pozostałych nadając im nazwę konsonanse niedoskonałe.